# Zbraně vlivu

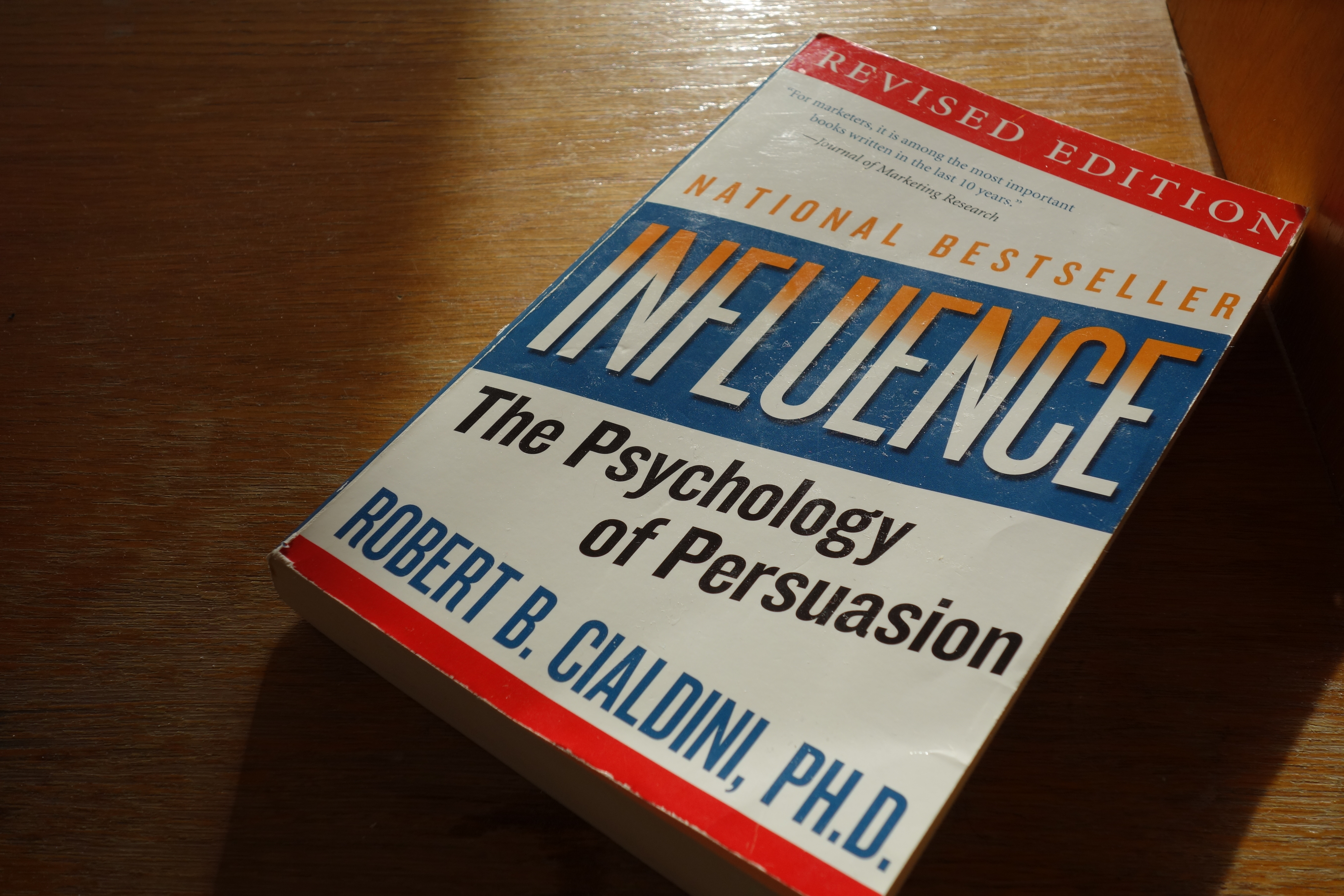
Zbraně vlivu - anglický originál

Zbraně vlivu (v originále Influence: The Psychology of Persuasion) je kniha od amerického autora Roberta Cialdiniho popisující psychologické vlivy, které ovlivňují naše rozhodování. Kniha byla vydána v roce 2003 a identifikuje hlavní manipulativní techniky tzv. compliance professionals, tedy profesionálů v ovlivňování, jako jsou například automobilový prodejci, telemarketéři, door-to-door obchodníci, lidé v přímém marketingu aj. Kniha autora Roberta B. Cialdini, který je profesorem na Arizona State University popisuje šest hlavních vlivů, které na náš působí a ty rozvádí v jednotlivých kapitolách, které se těmto hlavním bodům věnují. Je to reciprocita (v angl. orig. reciprocity), závazek a důslednost (commitment and consistency), sociální schválení (social proof), oblíbenost (liking), autorita (authority) a vzácnost (scarcity). Autor kromě své akademické dráhy pracoval v přestrojení v různých odvětvích přesvědčování, jako např. automobilový obchodník nebo podomní prodejce.
V úvodu knihy autor definuje základní teorii knihy a tou je, že v současném světě zahlcení informací se snažíme hledat zkratky v rozhodování. Tím se učíme některému automatickému chování, které je aktivováno pomocí různých jevů. Pokud známe tyto aktivátory, můžete tak ovlivnit rozhodování daného člověka žádaným směrem. Při našem rozhodování často generalizujeme, a tak je možné ovlivnit naše rozhodování.
V úvodu knihy autor zmiňuje další zbraň vlivu, která na nás působí. Je to tzv. kontrast – tedy naše přirozená tendence k tomu rozhodovat se v kontextu dané situace, rozhodovat se relativně a činit naše rozhodnutí ne absolutně, ale relativně k dalším možnostem. Této zbraně vlivu využívají např. prodejci automobilů tím, že se snaží nabízet jako první výrazně dražší automobily. Tato vysoká cena nám vytvoří vysokou hranici, ke které porovnáváme veškeré ostatní prezentované ceny. Tyto ceny nám tak v porovnání s první vysokou cenou připadají jako výrazně nižší. Využívají toho také supermarkety, které umisťují na dobře viditelná místa v supermarketu výrazně dražší artikly než ostatní v regálech. Tím tak vytváří psychologický pocit u zákazníků, že zbylé zboží vypadá relativně levnější. V úvodu je také zmíněna naše často chybná domněnka, že vyšší cena automaticky znamená vyšší kvalitu zboží. V informační zahlcenosti nám vyšší cena pomáhá se rozhodovat, i když nemusí být nutně odrazem vysoké kvality daného zboží či služby.
Výsledky knihy jsou podpořeny mnoha empirickými studiemi v oblastech psychologie, marketingu, ekonomie, antropologie a sociální vědy.

## Reciprocita
Snažíme se podvědomě vracet dobré služby, které nám ostatní prokázali. Naše rozhodování je tak ovlivněno tím, co pro nás daná organizace nebo člověk udělal. Obdržený dárek před naším rozhodnutím tak např. zvyšuje šance, že řekneme ano.

## Závazek a důslednost
Snažíme se jednat konzistentně s naším předchozím rozhodnutím. Profesionálové vlivu toho tak využívají např. kladením otázek, které z nás mají získat naše závazky a na ty pak poukazují v rámci jejich požadavků.

## Sociální schválení
Naše rozhodnutí ovlivňuje rozhodnutí ostatních. Toho profesionálové vlivu využívají např. zmiňováním referencí minulých zákazníků.

## Oblíbenost
Lidé obecně více souhlasí s lidmi, kteří jsou jim sympatičtí. Fyzická atraktivnost vytváří u ostatních haló efekt a ostatní tak více takovémuto člověku důvěřují a považují ho za chytřejší. Lidé mají tendenci k oblíbenosti jim podobných lidí. Lidé mají rádi lidi, kterým se podaří je rozesmát. Kombinace těchto technik zvyšuje šanci ovlivnit rozhodování ostatních.

## Autorita
Lidé často jednají automaticky v harmonii s rozkazy autorit navzdory tomu, jestli považují dané rozhodnutí za správné. Tento efekt dokazuje např. Milgramův experiment.

## Vzácnost
Lidé obecně preferují vzácné věci. Proto mají obchodníci tendenci prezentovat nabídky jako časově nebo množstevně omezené. Lidé také mají přirozenou tendenci vyhledávat informace, které jsou zakázané nebo potlačované. Zvyšuje to tak jejich vzácnost a současně touhu ostatních dané informace získat.